# Naoto Tsuji
Naoto Tsuji (辻直人?, Tsuji Naoto; Habikino, 8 settembre 1989) è un cestista giapponese.

## Carriera
Con il Giappone ha disputato i Campionati asiatici del 2013.